# Francisco Joseli Parente Camelo
Francisco Joseli Parente Camelo GCMA • GCMD (Fortaleza, 25 de abril de 1953) é um oficial-general da Força Aérea Brasileira (FAB). É ministro e atual vice-presidente do Superior Tribunal Militar (STM) do Brasil, tendo sido também presidente deste órgão entre 2023 e 2025.

## Carreira militar
Em 16 de março de 2023, tomou posse como presidente do Superior Tribunal Militar, cargo que ocupou até 12 de março de 2025. Em junho de 2023, foi condecorado com o maior grau da Ordem do Mérito da Defesa pelo presidente Luiz Inácio Lula da Silva.